# Kreuzkirche (Mannheim)

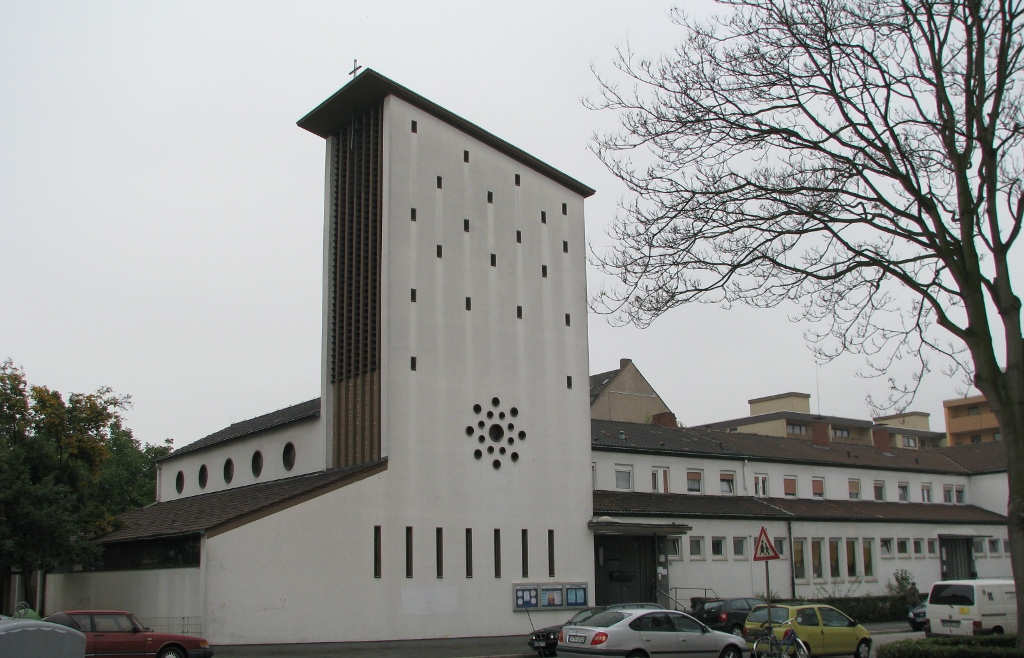
Kreuzkirche

Die Kreuzkirche war eine evangelische Kirche im Mannheimer Stadtbezirk Neckarstadt-Ost/Wohlgelegen. Sie wurde zwischen 1956 und 1958 nach den Plänen von Jakob Friedrich Morkel erbaut und 2012 abgerissen.

## Geschichte
Die Besiedlung des Wohlgelegens begann in der zweiten Hälfte des 19. Jahrhunderts, als die Eichbaumbrauerei von der Innenstadt nach Norden über den Neckar verlegt wurde und die Gebrüder Giulini hier eine Chemiefabrik gründeten. In der Werkssiedlung fanden in einem Betsaal ab 1900 regelmäßig evangelische Gottesdienste statt. Im selben Zeitraum wuchs, aufgrund des starken Bevölkerungswachstums in Mannheim während der Industrialisierung, die Wohnbebauung der westlichen gelegenen Neckarstadt in Richtung Wohlgelegen. 1913 wurde in Neckarstadt-Ost eine neue Pfarrgemeinde errichtet, die – verzögert wegen des Ersten Weltkriegs – bis 1923 die Melanchthonkirche baute. Bereits im Jahr zuvor war aufgrund der Gemeindegröße die Einrichtung einer zweiten Pfarrei notwendig geworden, die für das östliche Gebiet, darunter das neu erbaute Städtische Klinikum, zuständig war.
Bis 1934 wurde in Wohlgelegen in der Zellerstraße ein Gemeindehaus mit Kirchsaal, Kindergarten und Wohnraum für Kirchendiener und Kinderschwester erbaut. Im Zweiten Weltkrieg blieb das Gemeindehaus als einziges Gotteshaus in der Neckarstadt unbeschädigt. In der Nachkriegszeit war Neckarstadt-Ost einer der dichtbesiedeltsten Stadtteile in Mannheim, weswegen 1950 als dritte Pfarrei der Melanchthonkirche die „Pfarrei beim Gemeindehaus Zellerstr. 32/34“ gegründet wurde. Im Jahr darauf beschloss der Kirchengemeinderat die Loslösung von der Melanchthonkirche. Als Name wurde nach längerer Debatte „Kreuzkirche“ gewählt, nachdem „Wicherngemeinde“ und „Glaubenskirche“ verworfen worden waren und auch kein passender badischer Reformator gefunden wurde.

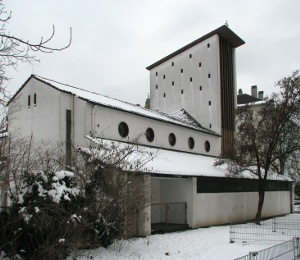
Ansicht von Osten

Das alte Gemeindehaus wurde von 1956 bis zur Einweihung am 1. Juni 1958 zu einem Gemeindezentrum mit der Kreuzkirche, Diakonissenstation, Gemeindesaal, Pfarrhaus und Kindergarten ausgebaut. Aufgrund sinkender Mitgliederzahlen in der evangelischen Kirche schloss sich 2002 die Kreuzgemeinde mit der Herzogenriedgemeinde zusammen. 2009 wurde für die Gemeinden Kreuz, Herzogenried, Luther und Melanchthon ein Gruppenpfarramt gebildet. 2011 wurde die Kreuzkirche aufgegeben und entwidmet, im März 2012 wurde das Gebäude abgerissen.

## Beschreibung
Die Kreuzkirche stand im Zentrum des alten Wohlgelegener Wohngebiets. Der Stadtteil ist geprägt von hohen mehrgeschossigen Wohngebäuden mit Blockrandbebauung und einem sich daran anschließenden großen Gewerbegebiet. Architekt Jakob Friedrich Morkel verwirklichte 1958 das Konzept eines umfassenden Gemeindezentrums. Die Kirche bot nach dem Umbau 550 Plätze. Der markante Glockenturm wurde im Stil der 1950er Jahre gestaltet. Das Geläut bestand aus vier Glocken. Drei Glocken (931, 790 und 462 Kilogramm schwer), die 1958 die Glockengießerei Bachert gegossen hatte, kaufte die reformierte Kirchengemeinde Greetsiel.
Die Orgel mit neun Registern kam 2012 in die Philippuskirche. Altar, Kanzel und Taufstein wurden auf der Wiese der Melanchthonkirche aufgestellt. Das Kreuz vom Dach bekam die Vogelstanggemeinde.